# Álvaro Quijandría Salmón
Álvaro Enrique Quijandría Salmón (Lima, 25 de abril de 1941 - 17 de mayo de 2005) fue un ingeniero agrónomo y empresario agricultor peruano.

## Biografía
Hijo de Lola Salmón y Benjamín Quijandría. Fue hermano del también ministro Jaime Quijandría Salmón.
Realizó sus estudios escolares en el Colegio Maristas de San Isidro en la ciudad de Lima.
Ingresó a la Universidad Nacional Agraria La Molina, en la cual estudió Ingeniería agrónoma.
Quijandría se desempeñó como empresario agricultor. Como tal, fue Administrador de Agrícola Arona S.A, Director Gerente de San Roque S.R.L, Director de Vetagro S.R.L., Director de Negociación Agrícola del Centro SA, Director de Desmotadora La Coica S.A y Director de Inagro Sur S.A
Fue Presidente de la Junta de Regentes del Río Cañete.
Fue Miembro del Directorio y Vicepresidente de la Empresa Nacional de Comercialización de Insumo (ENCI).
Fue Presidente de la Asociación de Empresarios Agrarios y Vicepresidente de la Confederación Nacional de Instituciones Empresariales Privadas (CONFIEP).
Falleció en Lima, en mayo de 2005 como consecuencia de una neumonía.

## Ministro de Agricultura
El 28 de julio de 2001 fue nombrado como Ministro de Agricultura por el presidente Alejandro Toledo. 
Dentro de su primera gestión, se creó e implementó Agrobanco.
Renunció al cargo en junio de 2003 y pasó a ser Consejero Presidencial en temas agrarios.
Fue nombrado nuevamente como Ministro de Agricultura en junio de 2004 y permaneció en el ministerio hasta enero de 2005.
Durante su segunda gestión, se enfrentó a las protestas de los cocineros en San Gabán, Puno. Quijandría presidió la Mesa de Diálogo con las autoridades regionales y locales de Puno.

## Reconocimientos
- Orden El Sol del Perú en el grado de Gran Cruz.

| Predecesor: José León Rivera   | Ministro de Agricultura del Perú 12 de junio de 2004 - 25 de enero de 2005 | Sucesor: Manuel Manrique Ugarte    |
| Predecesor: Carlos Amat y León | Ministro de Agricultura del Perú 28 de julio de 2001 - 28 de junio de 2003 | Sucesor: Francisco Gonzales García |